# Marissa Coleman
Marissa Coleman (Portland, 4 gennaio 1987) è un'ex cestista statunitense, professionista nella WNBA.

## Carriera
È stata selezionata dalle Washington Mystics al primo giro del Draft WNBA 2009 (2ª scelta assoluta).
Con gli Stati Uniti ha disputato i Giochi panamericani di Rio de Janeiro 2007.

## Palmarès
- Campionessa NCAA (2006)
- WNBA All-Rookie First Team (2009)